# NGC 3328
NGC 3328 – gwiazda podwójna znajdująca się w gwiazdozbiorze Lwa. Skatalogował ją Wilhelm Tempel 21 maja 1879 roku. The NGC/IC Project jako NGC 3328 identyfikuje inną pobliską gwiazdę podwójną, a jako odkrywcę podaje Christiana Heinricha Friedricha Petersa, który zaobserwował ją w 1880 roku.